# Cercocebus sanjei
Cercocebus sanjei là một loài động vật có vú trong họ Cercopithecidae, bộ Linh trưởng. Loài này được Mittermeier mô tả năm 1986.